# Anning Paterae
Anning Paterae zijn caldeira's op de planeet Venus. De Anning Paterae werden in 1991 genoemd naar de Engelse paleontologe Mary Anning (1799-1847).
De caldeira's bevinden zich in het oosten van het quadrangle Fortuna Tessera (V-2).